# Půta Švihovský
Půta Švihovský també Švihovský II (en alemany Puta de Schwihau) (esmentat per primera vegada el 1472, † 21 juliol 1504) fou un noble de Bohèmia de la Cambra de Berger. Estava casat amb Bohunka Mezeřícká z Lomnica, amb qui va tenir quatre fills (Catherine, Johanka, Jindřich i Bretislav).

## Vida
Va ser enviat a una edat molt jove a la cort més alta en el Regne de Bohèmia i hi va sojornar durant vint anys. Al mateix temps, va ser capità de la Regió de Plzeň i Prachatice. Per a l'època i l'estada a la cort es creia que ja estava ben educat, però es deia que era cruel com ningú. Una llegenda diu que els constructors del castell de Švihov van ser atrets per ell mateix amb una disfressa de joglar, els va tancar en un graner i hi va calar foc per no haver-los de pagar. D'actitud dominadora, va actuar de manera superba contra la baixa noblesa i els camperols, ja que sovint els cobrava molts impostos. Quan va morir van aparèixer tot de llegendes sobre el fet que va anar directament a l'infern i d'altres que diuen que encara vaga com una ànima en pena en el castell de Švihov.